# ماکسیم ونگروف
ماکسیم الکساندروویچ ونگروف (به روسی: Максим Александрович Венгеров) زاده ۲۰ اوت ۱۹۷۴، نوازنده ویولن و رهبر ارکستر روس است.

## پیشینه
پدر وی الکساندر و مادرش لاریسا هر دو یهودی و موسیقی‌دان بودند. مادرش به عنوان آموزگار گروه‌های کر و آواز فعالیت هنری داشت و پدر وی اولین اوبونواز ارکستر سمفونی شهر نووسیبریسک بود.
در سال ۱۹۹۰ به همراه خانواده به اسرائیل مهاجرت نمودند. وی تحصیلات عالی خود را در دانشگاه کالیفرنیا (لس آنجلس) گذراند. در سال ۱۹۹۳ مؤسسهٔ هنسی در فرانسه ویولن معروف «رینیر» ساختهٔ آنتونی استرادیواری را به ماکسیم قرض داد تا وی با آن بنوازد. در سال ۱۹۹۴ اولین ضبط ارکستر سمفونی خویش را با قطعاتی از شوستاکویچ و پروکوفیف به همراه ارکستر سمفونی لندن تجربه کرد که برندهٔ جوایزی از جمله بهترین ضبط سال و جایزهٔ ادیسون گشت. کنسرتوی بعدی وی کنسرتوی یوهانس برامز به همراه ارکستر سمفونی شیکاگو بود.
در سال ۱۹۹۵ جامعهٔ استرادیواری شیکاگو ویولن کیسوتر را قرض داد که ونگروف تا آوریل سال ۹۸ با آن ویولن می‌نواخت و بعد از آن ویولن کرویتزر. او در سال ۱۹۹۷ به عنوان سفیر افتخاری یونیسف برگزیده شد. او اعمال خیرخواهانه‌ای را در اوگاندا و سودان به عنوان وظیفهٔ کاریش انجام داد. او دو سال را نیز صرف آموختن موسیقی باروک کرد. در نواختن ویولا نیز هنرآموزی نمود و به عنوان تکنواز در ویولا کنسرتوی والتون حضور پیدا کرد.